# Carniole (province)
Ne doit pas être confondu avec Carniole, Marche de Carniole, Duché de Carniole, Haute-Carniole, Basse-Carniole, Carniole-Intérieure ou Carniole blanche.
1811–1814
Entités précédentes :
- Adelsberg
- Laybach
- Neustadt

Entités suivantes :
- Empire d'Autriche

La province de Carniole est une ancienne subdivision des Provinces illyriennes, sous contrôle de l'Empire français, qui a existé entre 1811 et 1814.

## Histoire
La province est constituée par un décret du 15 avril 1811 lors de la réorganisation des provinces illyriennes.
Elle est officiellement supprimée par le traité de Paris en mai 1814. Les provinces illyriennes avait depuis l'année précédente été envahies par l'empire d'Autriche.

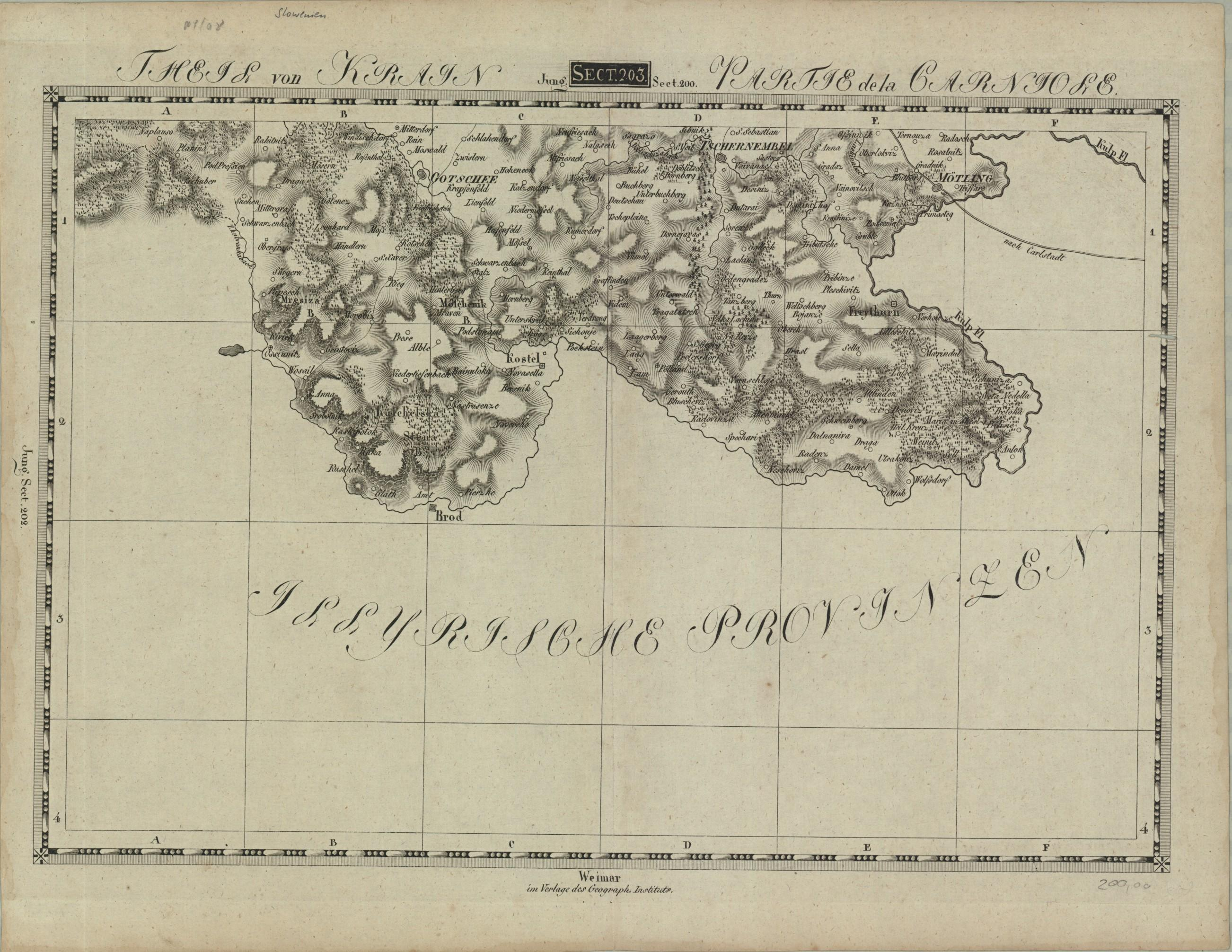
Carte du sud de la province de Carniole en 1814

## Organisation administrative
Le chef-lieu est fixé à Laybach (actuelle Ljubljana en Slovénie), la province est divisée en trois districts (Laybach, Neustadt et Adelsberg) et vingt-et-un cantons. Ces cantons sont ceux de Laybach (deux), Psein, Krainburg, Ratmannsdorf, Laak (sl), Idria, Loitsch, Adelsberg, Senoschia (sl), Laas, Goschée, Neustadt, Landitrass, Mœtling (sl), Nassenfuss, Littay, Weichsselburg, Seisenberg, Czernitz et Galenberg.